# Marby, Eckerö
Marby är en by i Eckerö på Åland, den har 32 invånare (2018) och är kommunens östligaste by.
Byn gränsar i väster mot Överby, i söder mot Björnhuvud by och i öster mot Marsund och Hammarlands kommun. 

## Etymologi
Sammansatt av mar eller mare som betyder grund havsvik eller sankmark och by.

## Historia
De äldsta delarna av byn är de högsta delarna i öster som i dagligt tal benämns Strömsars och i äldre skrifter går under namnet Clemes. Detta hemman är det äldsta med registernummer 1 och har varit bosatt sedan åtminstone yngre järnåldern vilket indikeras av gravrösen av gårdsgrav-karaktär vid det som på den tiden var en sjöstrand. Genom byn går den gamla postvägen från Stockholm till St. Petersburg och som upprustades på 1700-talet till högsta riks-standard i det Svenska riket. I byn finns den ena av enbart tre bevarade stenbroar i landskapet, de andra är i Böle by i Eckerö kommun och i Bjärström i Finströms kommun.

## Befolkningsutveckling
| Befolkningsutvecklingen i Marby 2000–2015 | Befolkningsutvecklingen i Marby 2000–2015 | Befolkningsutvecklingen i Marby 2000–2015 | Befolkningsutvecklingen i Marby 2000–2015 | Befolkningsutvecklingen i Marby 2000–2015 |
| ----------------------------------------- | ----------------------------------------- | ----------------------------------------- | ----------------------------------------- | ----------------------------------------- |
|                                           |                                           |                                           |                                           |                                           |
| År                                        |                                           |                                           | Folkmängd                                 |                                           |
| 2000                                      | 2000                                      |                                           | 40                                        |                                           |
| 2005                                      | 2005                                      |                                           | 60                                        |                                           |
| 2010                                      | 2010                                      |                                           | 47                                        |                                           |
| 2015                                      | 2015                                      |                                           | 39                                        |                                           |